# Denzel Dumfries
Denzel Justus Morris Dumfries (Rotterdam, 18 aprile 1996) è un calciatore olandese, difensore o centrocampista dell'Inter e della nazionale olandese.

## Biografia
È nato a Rotterdam da padre originario di Aruba e madre originaria del Suriname. I suoi genitori lo hanno chiamato Denzel in onore di Denzel Washington.

## Caratteristiche tecniche
Dumfries è un terzino destro, ma può giocare anche come esterno a tutta fascia. Ritenuto uno dei migliori terzini olandesi della sua generazione, è dotato di una buona struttura fisica e di grandi doti atletiche. In fase difensiva si distingue per la decisione nei tackle e la reattività nelle chiusure, mentre in fase offensiva è abile nel calciare con il destro (il suo piede forte) e nel colpire di testa; inoltre si dimostra bravo nel fornire assist. In Nazionale Ronald Koeman lo ha schierato anche come terzino sinistro in una difesa a 4.

## Carriera

### Club

#### Inizi e Sparta Rotterdam
Cresciuto nelle giovanili dello Smitshoek prima e del Barendrecht poi, nel 2014 diventa un giocatore dello Sparta Rotterdam. Esordisce tra i professionisti il 20 febbraio 2015, in un match perso per 2-1 contro l'Emmen. Nella stagione successiva in Eerste Divisie colleziona 31 partite e una rete, contribuendo alla vittoria del campionato. Nell'annata seguente fa il suo debutto in Eredivisie, il massimo livello del campionato olandese, totalizzando 31 presenze e un gol.

#### Heerenveen e PSV
Dopo tre stagioni con la maglia dello Sparta Rotterdam, nel luglio 2017 passa all'Heerenveen. Gioca 33 partite in Eredivisie, segnando 3 gol, più 2 partite, con un gol realizzato, nello spareggio contro l'Utrecht per la qualificazione all'Europa League.
Il 19 giugno 2018 viene acquistato a titolo definitivo dal PSV. Esordisce in Eredivisie con la maglia del PSV nella partita contro l'Utrecht dell'11 agosto 2018, realizzando la rete del definitivo 4-0. Nella prima stagione totalizza 34 partite e 4 gol in campionato, oltre a fare il suo debutto in Champions League, dove gioca 8 partite, compresi gli spareggi per l'accesso alla fase a gironi della competizione.
Nella stagione 2019-2020 disputa 25 partite in campionato e realizza 7 reti, il suo massimo in carriera. Gioca anche 10 partite, compresi i turni preliminari, in Europa League, dopo le due giocate negli spareggi di Champions League. Nel campionato seguente totalizza 30 presenze e 2 gol in Eredivisie e disputa 8 partite, inclusi i turni preliminari, in Europa League.

#### Inter
Il 14 agosto 2021 viene ufficializzato il suo passaggio all'Inter, con cui firma un contratto quadriennale, per 12,5 milioni di euro più 2,5 di bonus legati a presenze e qualificazione in Champions dei nerazzurri. Esordisce con la maglia nerazzurra sette giorni dopo, subentrando all'84º minuto al posto di Bastoni nella vittoria per 4-0 in campionato contro il Genoa. Dopo un inizio complicato, il 4 dicembre realizza il primo gol con i nerazzurri, firmando la terza ed ultima rete nel successo in casa della Roma per 3-0, ripetendosi contro la Salernitana (5-0) e contro il Torino (1-0). Il 12 gennaio 2022 vince il suo primo trofeo con l'Inter, la Supercoppa italiana, battendo per 2-1 la Juventus dopo i tempi supplementari. Nel corso della stagione vince anche la Coppa Italia, superando la Juventus in finale per 4-2 dopo i tempi supplementari.

Nella stagione successiva, il 13 agosto 2022 realizza la rete decisiva che permette all'Inter di superare il Lecce per 2-1 in campionato. Il 13 settembre seguente trova anche la prima marcatura in Champions League, segnando nel successo per 2-0 contro il Viktoria Plzeň. Il 18 gennaio 2023, pur senza scendere in campo, vince il suo terzo trofeo con l'Inter, la Supercoppa italiana, con i nerazzurri che battono il Milan per 3-0. Il 24 maggio conquista la seconda Coppa Italia, la nona della storia per il club nerazzurro, grazie alla vittoria per 2-1 in finale contro la Fiorentina. Il 10 giugno gioca da titolare nella finale di Champions League, persa per 1-0 contro il Manchester City.

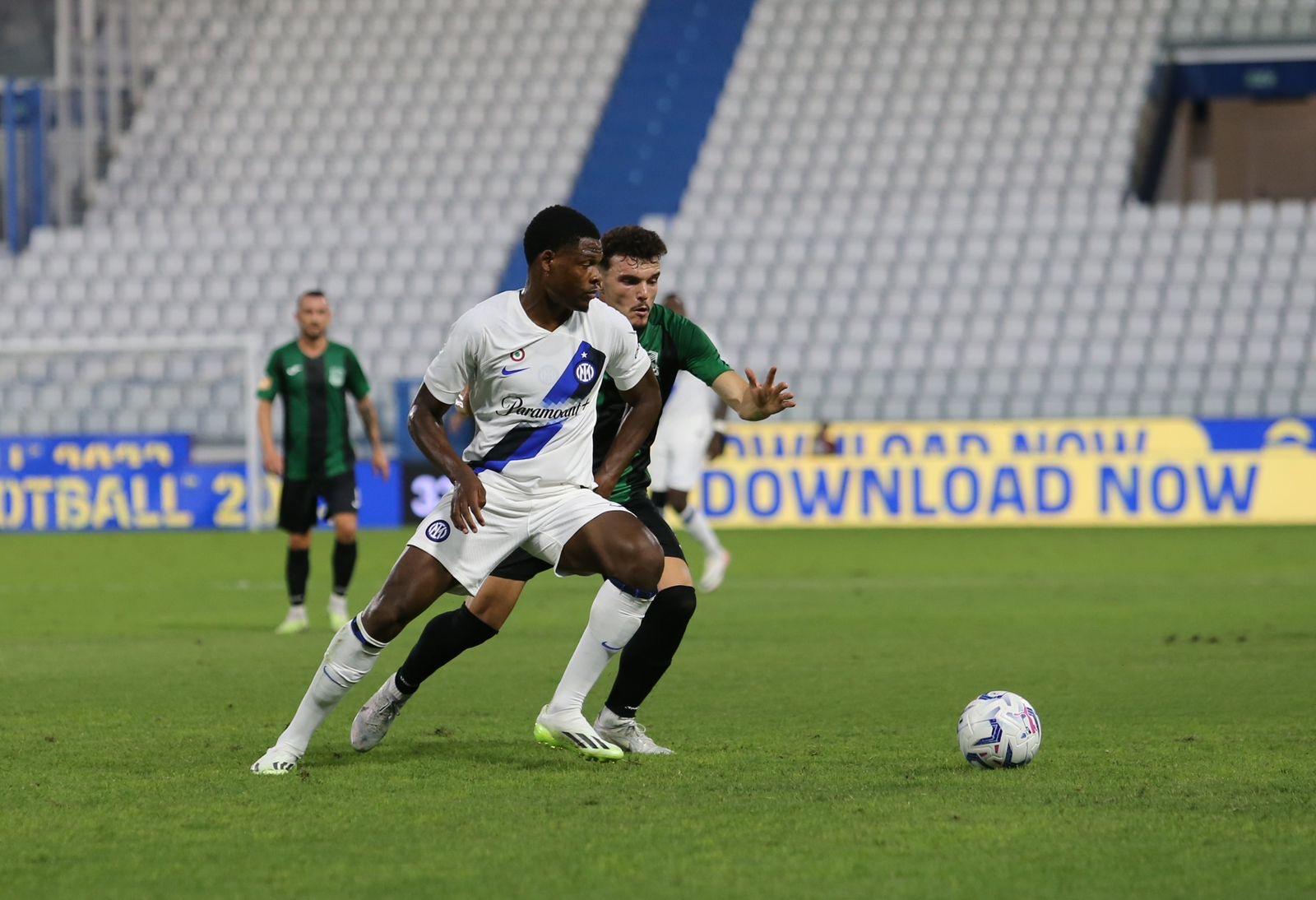
Dumfries in un'amichevole contro l' nel precampionato 2023-2024

Il 16 settembre 2023, taglia il traguardo delle 100 presenze in nerazzurro in occasione del derby in campionato contro il Milan, vinto per 5-1. Il 22 aprile 2024, in seguito alla vittoria per 2-1 nel derby di ritorno, Dumfries vince il suo primo campionato italiano; nella stessa partita, subisce anche la sua prima espulsione con i nerazzurri.
Il 24 agosto 2024, Dumfries raggiunge la quota di 100 presenze in Serie A nel successo per 2-0 in campionato contro il Lecce. Il 2 gennaio 2025, segna la sua prima doppietta con i colori nerazzurri, marcando entrambi i gol del successo per 2-0 sull'Atalanta nella semifinale di Supercoppa italiana. L'11 marzo seguente, indossa per la prima volta la fascia da capitano in occasione della partita contro il Feyenoord (2-1), gara valida per il ritorno degli ottavi di finale di Champions League. Il 30 aprile dello stesso anno realizza una doppietta, servendo anche un assist a Marcus Thuram, nella gara di andata delle semifinali di Champions League in casa del Barcellona, poi conclusasi sul 3-3. Al contempo è divenuto il primo calciatore nella storia dell'Inter a realizzare una doppietta in una semifinale. Nella gara di ritorno, terminata 4-3 per i nerazzurri, realizza altri due assist, uno per Lautaro Martínez e uno per Francesco Acerbi, divenendo il terzo calciatore a partecipare attivamente a cinque gol in una doppia semifinale di Champions dopo Alessandro Del Piero e Roberto Firmino. 
A livello individuale ha disputato un'ottima stagione, andando pure a segno nelle sfide di alta classifica contro Juventus, Atalanta,Lazio e Bologna, seppur condizionata da un infortunio rimediato nel mese di marzo.

### Nazionale

#### Nazionale arubana
Nel marzo del 2014 risponde alla chiamata della nazionale del suo Paese di origine, la nazionale arubana, con la quale disputa due partite amichevoli contro Guam, nella seconda delle quali mette a segno il suo unico gol.

#### Nazionale olandese
Nel 2016 torna sui propri passi scegliendo di rappresentare i Paesi Bassi. Nello stesso anno colleziona 4 presenze con la nazionale Under-20 e 5 presenze, con una rete segnata, nella nazionale Under-21.
Il 13 ottobre 2018 scende in campo per la prima volta con la maglia della nazionale maggiore, nella partita vinta per 3-0 sulla Germania. Nel 2021 viene convocato per il campionato europeo. Nella partita di debutto contro l'Ucraina scende in campo dal primo minuto, segnando la sua prima rete in nazionale e contribuendo al successo per 3-2 della nazionale olandese. Si ripete nella partita successiva, mettendo a segno una delle due reti con le quali i Paesi Bassi superano per 2-0 l'Austria: prima di lui, tra i calciatori olandesi, solo Ruud van Nistelrooij aveva segnato due reti nelle prime due gare di un campionato europeo. Questa è anche la sua ultima rete nella competizione, dato che la nazionale olandese viene eliminata agli ottavi dalla Rep. Ceca. Dumfries conclude il torneo con 4 partite giocate e 2 gol realizzati.
Nel novembre del 2022, viene inserito nella rosa olandese partecipante ai Mondiali di calcio in Qatar. Il 3 dicembre, nella sfida degli ottavi di finale contro gli Stati Uniti, realizza il suo primo gol ad un campionato mondiale, oltre che fornire gli assist per le altre 2 reti con cui la sua nazionale si impone per 3-1, diventando il terzo giocatore dell'Olanda a prendere parte a tre o più reti in un singolo match dei Mondiali dopo Johann Crujiff (1974) e Rob Resenbrink (1978).
Il 7 settembre 2023 fornisce 3 assist nella sfida vinta 3-0 contro la Grecia. Viene convocato per partecipare all'Europeo 2024, nei quarti di finale Dumfries consegna la vittoria alla propria squadra contro la Turchia, propiziando l'autogol del 2-1 di Mert Müldür. Indossa poi la fascia da capitano a ottobre contro l'Ungheria nella sfida valida per la Nations League, competizione nella quale segna 3 gol nei 5 incontri del primo turno.

## Statistiche

### Presenze e reti nei club
Statistiche aggiornate al 30 giugno 2025.
| Stagione                | Squadra                 | Campionato              | Campionato | Campionato | Coppe nazionali | Coppe nazionali | Coppe nazionali | Coppe continentali | Coppe continentali | Coppe continentali | Altre coppe | Altre coppe | Altre coppe | Totale | Totale |
| Stagione                | Squadra                 | Comp                    | Pres       | Reti       | Comp            | Pres            | Reti            | Comp               | Pres               | Reti               | Comp        | Pres        | Reti        | Pres   | Reti   |
| ----------------------- | ----------------------- | ----------------------- | ---------- | ---------- | --------------- | --------------- | --------------- | ------------------ | ------------------ | ------------------ | ----------- | ----------- | ----------- | ------ | ------ |
| 2014-2015               | Sparta Rotterdam        | EE                      | 3          | 0          | CO              | 0               | 0               | -                  | -                  | -                  | -           | -           | -           | 3      | 0      |
| 2015-2016               | Sparta Rotterdam        | EE                      | 31         | 1          | CO              | 2               | 0               | -                  | -                  | -                  | -           | -           | -           | 33     | 1      |
| 2016-2017               | Sparta Rotterdam        | ED                      | 31         | 1          | CO              | 5               | 0               | -                  | -                  | -                  | -           | -           | -           | 36     | 1      |
| Totale Sparta Rotterdam | Totale Sparta Rotterdam | Totale Sparta Rotterdam | 65         | 2          |                 | 7               | 0               |                    | -                  | -                  |             | -           | -           | 72     | 2      |
| 2017-2018               | Heerenveen              | ED                      | 33+2       | 3+1        | CO              | 2               | 0               | -                  | -                  | -                  | -           | -           | -           | 37     | 4      |
| 2018-2019               | PSV                     | ED                      | 34         | 4          | CO              | 0               | 0               | UCL                | 8                  | 0                  | SO          | 1           | 0           | 43     | 4      |
| 2019-2020               | PSV                     | ED                      | 25         | 7          | CO              | 2               | 0               | UCL+UEL            | 2+10               | 0+1                | SO          | 1           | 0           | 40     | 8      |
| 2020-2021               | PSV                     | ED                      | 30         | 2          | CO              | 3               | 1               | UEL                | 8                  | 1                  | -           | -           | -           | 41     | 4      |
| Totale PSV              | Totale PSV              | Totale PSV              | 89         | 13         |                 | 5               | 1               |                    | 28                 | 2                  |             | 2           | 0           | 124    | 16     |
| 2021-2022               | Inter                   | A                       | 33         | 5          | CI              | 4               | 0               | UCL                | 7                  | 0                  | SI          | 1           | 0           | 45     | 5      |
| 2022-2023               | Inter                   | A                       | 34         | 1          | CI              | 5               | 0               | UCL                | 12                 | 1                  | SI          | 0           | 0           | 51     | 2      |
| 2023-2024               | Inter                   | A                       | 31         | 4          | CI              | 0               | 0               | UCL                | 5                  | 0                  | SI          | 0           | 0           | 36     | 4      |
| 2024-2025               | Inter                   | A                       | 29         | 7          | CI              | 2               | 0               | UCL                | 12                 | 2                  | SI+Cmc      | 2+2         | 2+0         | 47     | 11     |
| Totale Inter            | Totale Inter            | Totale Inter            | 127        | 17         |                 | 11              | 0               |                    | 36                 | 3                  |             | 5           | 2           | 179    | 22     |
| Totale carriera         | Totale carriera         | Totale carriera         | 316        | 36         |                 | 25              | 1               |                    | 64                 | 5                  |             | 7           | 2           | 412    | 44     |

### Cronologia presenze e reti in nazionale
| Cronologia completa delle presenze e delle reti in nazionale ― Aruba | Cronologia completa delle presenze e delle reti in nazionale ― Aruba | Cronologia completa delle presenze e delle reti in nazionale ― Aruba | Cronologia completa delle presenze e delle reti in nazionale ― Aruba | Cronologia completa delle presenze e delle reti in nazionale ― Aruba | Cronologia completa delle presenze e delle reti in nazionale ― Aruba | Cronologia completa delle presenze e delle reti in nazionale ― Aruba | Cronologia completa delle presenze e delle reti in nazionale ― Aruba |
| Data                                                                 | Città                                                                | In casa                                                              | Risultato                                                            | Ospiti                                                               | Competizione                                                         | Reti                                                                 | Note                                                                 |
| -------------------------------------------------------------------- | -------------------------------------------------------------------- | -------------------------------------------------------------------- | -------------------------------------------------------------------- | -------------------------------------------------------------------- | -------------------------------------------------------------------- | -------------------------------------------------------------------- | -------------------------------------------------------------------- |
| 28-3-2014                                                            | Oranjestad                                                           | Aruba                                                                | 2 – 2                                                                | Guam                                                                 | Amichevole                                                           | -                                                                    |                                                                      |
| 31-3-2014                                                            | Oranjestad                                                           | Aruba                                                                | 2 – 0                                                                | Guam                                                                 | Amichevole                                                           | 1                                                                    | 89’                                                                  |
| Totale                                                               |                                                                      | Presenze                                                             | 2                                                                    |                                                                      | Reti                                                                 | 1                                                                    |                                                                      |

| Cronologia completa delle presenze e delle reti in nazionale ― Paesi Bassi | Cronologia completa delle presenze e delle reti in nazionale ― Paesi Bassi | Cronologia completa delle presenze e delle reti in nazionale ― Paesi Bassi | Cronologia completa delle presenze e delle reti in nazionale ― Paesi Bassi | Cronologia completa delle presenze e delle reti in nazionale ― Paesi Bassi | Cronologia completa delle presenze e delle reti in nazionale ― Paesi Bassi | Cronologia completa delle presenze e delle reti in nazionale ― Paesi Bassi | Cronologia completa delle presenze e delle reti in nazionale ― Paesi Bassi |
| Data                                                                       | Città                                                                      | In casa                                                                    | Risultato                                                                  | Ospiti                                                                     | Competizione                                                               | Reti                                                                       | Note                                                                       |
| -------------------------------------------------------------------------- | -------------------------------------------------------------------------- | -------------------------------------------------------------------------- | -------------------------------------------------------------------------- | -------------------------------------------------------------------------- | -------------------------------------------------------------------------- | -------------------------------------------------------------------------- | -------------------------------------------------------------------------- |
| 13-10-2018                                                                 | Amsterdam                                                                  | Paesi Bassi                                                                | 3 – 0                                                                      | Germania                                                                   | UEFA Nations League 2018-2019 - 1º turno                                   | -                                                                          |                                                                            |
| 16-10-2018                                                                 | Bruxelles                                                                  | Belgio                                                                     | 1 – 1                                                                      | Paesi Bassi                                                                | Amichevole                                                                 | -                                                                          | 46’                                                                        |
| 16-11-2018                                                                 | Rotterdam                                                                  | Paesi Bassi                                                                | 2 – 0                                                                      | Francia                                                                    | UEFA Nations League 2018-2019 - 1º turno                                   | -                                                                          |                                                                            |
| 21-3-2019                                                                  | Rotterdam                                                                  | Paesi Bassi                                                                | 4 – 0                                                                      | Bielorussia                                                                | Qual. Euro 2020                                                            | -                                                                          | 68’                                                                        |
| 24-3-2019                                                                  | Amsterdam                                                                  | Paesi Bassi                                                                | 2 – 3                                                                      | Germania                                                                   | Qual. Euro 2020                                                            | -                                                                          |                                                                            |
| 6-6-2019                                                                   | Guimarães                                                                  | Paesi Bassi                                                                | 3 – 1 dts                                                                  | Inghilterra                                                                | UEFA Nations League 2018-2019 - Semifinale                                 | -                                                                          | 45’                                                                        |
| 9-6-2019                                                                   | Porto                                                                      | Portogallo                                                                 | 1 – 0                                                                      | Paesi Bassi                                                                | UEFA Nations League 2018-2019 - Finale                                     | -                                                                          | 88’                                                                        |
| 6-9-2019                                                                   | Amburgo                                                                    | Germania                                                                   | 2 – 4                                                                      | Paesi Bassi                                                                | Qual. Euro 2020                                                            | -                                                                          | 58’                                                                        |
| 10-10-2019                                                                 | Rotterdam                                                                  | Paesi Bassi                                                                | 3 – 1                                                                      | Irlanda del Nord                                                           | Qual. Euro 2020                                                            | -                                                                          | 78’                                                                        |
| 7-9-2020                                                                   | Amsterdam                                                                  | Paesi Bassi                                                                | 0 – 1                                                                      | Italia                                                                     | UEFA Nations League 2020-2021 - 1º turno                                   | -                                                                          | 70’                                                                        |
| 11-10-2020                                                                 | Zenica                                                                     | Bosnia ed Erzegovina                                                       | 0 – 0                                                                      | Paesi Bassi                                                                | UEFA Nations League 2020-2021 - 1º turno                                   | -                                                                          | 70’                                                                        |
| 11-11-2020                                                                 | Amsterdam                                                                  | Paesi Bassi                                                                | 1 – 1                                                                      | Spagna                                                                     | Amichevole                                                                 | -                                                                          | 46’                                                                        |
| 15-11-2020                                                                 | Amsterdam                                                                  | Paesi Bassi                                                                | 3 – 1                                                                      | Bosnia ed Erzegovina                                                       | UEFA Nations League 2020-2021 - 1º turno                                   | -                                                                          | 64’                                                                        |
| 18-11-2020                                                                 | Chorzów                                                                    | Polonia                                                                    | 1 – 2                                                                      | Paesi Bassi                                                                | UEFA Nations League 2020-2021 - 1º turno                                   | -                                                                          | 57’                                                                        |
| 24-3-2021                                                                  | Istanbul                                                                   | Turchia                                                                    | 4 – 2                                                                      | Paesi Bassi                                                                | Qual. Mondiali 2022                                                        | -                                                                          | 66’                                                                        |
| 27-3-2021                                                                  | Amsterdam                                                                  | Paesi Bassi                                                                | 2 – 0                                                                      | Lettonia                                                                   | Qual. Mondiali 2022                                                        | -                                                                          |                                                                            |
| 30-3-2021                                                                  | Gibilterra                                                                 | Gibilterra                                                                 | 0 – 7                                                                      | Paesi Bassi                                                                | Qual. Mondiali 2022                                                        | -                                                                          | 46’                                                                        |
| 2-6-2021                                                                   | Faro                                                                       | Paesi Bassi                                                                | 2 – 2                                                                      | Scozia                                                                     | Amichevole                                                                 | -                                                                          |                                                                            |
| 6-6-2021                                                                   | Enschede                                                                   | Paesi Bassi                                                                | 3 – 0                                                                      | Georgia                                                                    | Amichevole                                                                 | -                                                                          |                                                                            |
| 13-6-2021                                                                  | Amsterdam                                                                  | Paesi Bassi                                                                | 3 – 2                                                                      | Ucraina                                                                    | Euro 2020 - 1º turno                                                       | 1                                                                          |                                                                            |
| 17-6-2021                                                                  | Amsterdam                                                                  | Paesi Bassi                                                                | 2 – 0                                                                      | Austria                                                                    | Euro 2020 - 1º turno                                                       | 1                                                                          |                                                                            |
| 21-6-2021                                                                  | Amsterdam                                                                  | Macedonia del Nord                                                         | 0 – 3                                                                      | Paesi Bassi                                                                | Euro 2020 - 1º turno                                                       | -                                                                          | 46’                                                                        |
| 27-6-2021                                                                  | Budapest                                                                   | Paesi Bassi                                                                | 0 – 2                                                                      | Rep. Ceca                                                                  | Euro 2020 - Ottavi di finale                                               | -                                                                          | 46’                                                                        |
| 1-9-2021                                                                   | Oslo                                                                       | Norvegia                                                                   | 1 – 1                                                                      | Paesi Bassi                                                                | Qual. Mondiali 2022                                                        | -                                                                          | 90+2’                                                                      |
| 4-9-2021                                                                   | Eindhoven                                                                  | Paesi Bassi                                                                | 4 – 0                                                                      | Montenegro                                                                 | Qual. Mondiali 2022                                                        | -                                                                          |                                                                            |
| 7-9-2021                                                                   | Amsterdam                                                                  | Paesi Bassi                                                                | 6 – 1                                                                      | Turchia                                                                    | Qual. Mondiali 2022                                                        | -                                                                          | 71’                                                                        |
| 8-10-2021                                                                  | Riga                                                                       | Lettonia                                                                   | 0 – 1                                                                      | Paesi Bassi                                                                | Qual. Mondiali 2022                                                        | -                                                                          |                                                                            |
| 11-10-2021                                                                 | Rotterdam                                                                  | Paesi Bassi                                                                | 6 – 0                                                                      | Gibilterra                                                                 | Qual. Mondiali 2022                                                        | 1                                                                          |                                                                            |
| 13-11-2021                                                                 | Podgorica                                                                  | Montenegro                                                                 | 2 – 2                                                                      | Paesi Bassi                                                                | Qual. Mondiali 2022                                                        | -                                                                          | 42’                                                                        |
| 16-11-2021                                                                 | Rotterdam                                                                  | Paesi Bassi                                                                | 2 – 0                                                                      | Norvegia                                                                   | Qual. Mondiali 2022                                                        | -                                                                          | 79’                                                                        |
| 26-3-2022                                                                  | Amsterdam                                                                  | Paesi Bassi                                                                | 4 – 2                                                                      | Danimarca                                                                  | Amichevole                                                                 | -                                                                          |                                                                            |
| 29-3-2022                                                                  | Amsterdam                                                                  | Paesi Bassi                                                                | 1 – 1                                                                      | Germania                                                                   | Amichevole                                                                 | -                                                                          |                                                                            |
| 3-6-2022                                                                   | Bruxelles                                                                  | Belgio                                                                     | 1 – 4                                                                      | Paesi Bassi                                                                | UEFA Nations League 2022-2023 - 1º turno                                   | 1                                                                          |                                                                            |
| 11-6-2022                                                                  | Rotterdam                                                                  | Paesi Bassi                                                                | 2 – 2                                                                      | Polonia                                                                    | UEFA Nations League 2022-2023 - 1º turno                                   | 1                                                                          |                                                                            |
| 14-6-2022                                                                  | Rotterdam                                                                  | Paesi Bassi                                                                | 3 – 2                                                                      | Galles                                                                     | UEFA Nations League 2022-2023 - 1º turno                                   | -                                                                          | 46’                                                                        |
| 22-9-2022                                                                  | Varsavia                                                                   | Polonia                                                                    | 0 – 2                                                                      | Paesi Bassi                                                                | UEFA Nations League 2022-2023 - 1º turno                                   | -                                                                          |                                                                            |
| 25-9-2022                                                                  | Amsterdam                                                                  | Paesi Bassi                                                                | 1 – 0                                                                      | Belgio                                                                     | UEFA Nations League 2022-2023 - 1º turno                                   | -                                                                          | 77’                                                                        |
| 21-11-2022                                                                 | Doha                                                                       | Senegal                                                                    | 0 – 2                                                                      | Paesi Bassi                                                                | Mondiali 2022 - 1º turno                                                   | -                                                                          |                                                                            |
| 25-11-2022                                                                 | Al Rayyan                                                                  | Paesi Bassi                                                                | 1 – 1                                                                      | Ecuador                                                                    | Mondiali 2022 - 1º turno                                                   | -                                                                          |                                                                            |
| 29-11-2022                                                                 | Al Khawr                                                                   | Paesi Bassi                                                                | 2 – 0                                                                      | Qatar                                                                      | Mondiali 2022 - 1º turno                                                   | -                                                                          |                                                                            |
| 3-12-2022                                                                  | Al Rayyan                                                                  | Paesi Bassi                                                                | 3 – 1                                                                      | Stati Uniti                                                                | Mondiali 2022 - Ottavi di finale                                           | 1                                                                          |                                                                            |
| 9-12-2022                                                                  | Lusail                                                                     | Paesi Bassi                                                                | 2 – 2 dts (3 – 4 dtr)                                                      | Argentina                                                                  | Mondiali 2022 - Quarti di finale                                           | -                                                                          | 120’, 120+9’                                                               |
| 27-3-2023                                                                  | Rotterdam                                                                  | Paesi Bassi                                                                | 3 – 0                                                                      | Gibilterra                                                                 | Qual. Euro 2024                                                            | -                                                                          |                                                                            |
| 14-6-2023                                                                  | Rotterdam                                                                  | Paesi Bassi                                                                | 2 – 4 dts                                                                  | Croazia                                                                    | UEFA Nations League 2022-2023 - Semifinale                                 | -                                                                          | 85’                                                                        |
| 18-6-2023                                                                  | Enschede                                                                   | Paesi Bassi                                                                | 2 – 3                                                                      | Italia                                                                     | UEFA Nations League 2022-2023 - Finale 3º posto                            | -                                                                          |                                                                            |
| 7-9-2023                                                                   | Eindhoven                                                                  | Paesi Bassi                                                                | 3 – 0                                                                      | Grecia                                                                     | Qual. Euro 2024                                                            | -                                                                          | 85’                                                                        |
| 10-9-2023                                                                  | Dublino                                                                    | Irlanda                                                                    | 1 – 2                                                                      | Paesi Bassi                                                                | Qual. Euro 2024                                                            | -                                                                          |                                                                            |
| 13-10-2023                                                                 | Eindhoven                                                                  | Paesi Bassi                                                                | 1 – 2                                                                      | Francia                                                                    | Qual. Euro 2024                                                            | -                                                                          | 51’ 62’                                                                    |
| 16-10-2023                                                                 | Atene                                                                      | Grecia                                                                     | 0 – 1                                                                      | Paesi Bassi                                                                | Qual. Euro 2024                                                            | -                                                                          |                                                                            |
| 18-11-2023                                                                 | Amsterdam                                                                  | Paesi Bassi                                                                | 1 – 0                                                                      | Irlanda                                                                    | Qual. Euro 2024                                                            | -                                                                          |                                                                            |
| 22-3-2024                                                                  | Amsterdam                                                                  | Paesi Bassi                                                                | 4 – 0                                                                      | Scozia                                                                     | Amichevole                                                                 | -                                                                          | 62’                                                                        |
| 26-3-2024                                                                  | Francoforte sul Meno                                                       | Germania                                                                   | 2 – 1                                                                      | Paesi Bassi                                                                | Amichevole                                                                 | -                                                                          |                                                                            |
| 10-6-2024                                                                  | Rotterdam                                                                  | Paesi Bassi                                                                | 4 – 0                                                                      | Islanda                                                                    | Amichevole                                                                 | -                                                                          | 76’                                                                        |
| 16-6-2024                                                                  | Amburgo                                                                    | Polonia                                                                    | 1 – 2                                                                      | Paesi Bassi                                                                | Euro 2024 - 1º turno                                                       | -                                                                          |                                                                            |
| 21-6-2024                                                                  | Lipsia                                                                     | Paesi Bassi                                                                | 0 – 0                                                                      | Francia                                                                    | Euro 2024 - 1º turno                                                       | -                                                                          |                                                                            |
| 2-7-2024                                                                   | Monaco di Baviera                                                          | Romania                                                                    | 0 – 3                                                                      | Paesi Bassi                                                                | Euro 2024 - Ottavi di finale                                               | -                                                                          | 78’                                                                        |
| 6-7-2024                                                                   | Berlino                                                                    | Paesi Bassi                                                                | 2 – 1                                                                      | Turchia                                                                    | Euro 2024 - Quarti di finale                                               | -                                                                          |                                                                            |
| 10-7-2024                                                                  | Dortmund                                                                   | Paesi Bassi                                                                | 1 – 2                                                                      | Inghilterra                                                                | Euro 2024 - Semifinale                                                     | -                                                                          | 7’ 90+3’                                                                   |
| 7-9-2024                                                                   | Eindhoven                                                                  | Paesi Bassi                                                                | 5 – 2                                                                      | Bosnia ed Erzegovina                                                       | UEFA Nations League 2024-2025 - 1º turno                                   | -                                                                          | 67’                                                                        |
| 10-9-2024                                                                  | Amsterdam                                                                  | Paesi Bassi                                                                | 2 – 2                                                                      | Germania                                                                   | UEFA Nations League 2024-2025 - 1º turno                                   | 1                                                                          |                                                                            |
| 11-10-2024                                                                 | Budapest                                                                   | Ungheria                                                                   | 1 – 1                                                                      | Paesi Bassi                                                                | UEFA Nations League 2024-2025 - 1º turno                                   | 1                                                                          |                                                                            |
| 14-10-2024                                                                 | Monaco di Baviera                                                          | Germania                                                                   | 1 – 0                                                                      | Paesi Bassi                                                                | UEFA Nations League 2024-2025 - 1º turno                                   | -                                                                          |                                                                            |
| 16-11-2024                                                                 | Amsterdam                                                                  | Paesi Bassi                                                                | 4 – 0                                                                      | Ungheria                                                                   | UEFA Nations League 2024-2025 - 1º turno                                   | 1                                                                          |                                                                            |
| 7-6-2025                                                                   | Helsinki                                                                   | Finlandia                                                                  | 0 – 2                                                                      | Paesi Bassi                                                                | Qual. Mondiali 2026                                                        | 1                                                                          |                                                                            |
| 10-6-2025                                                                  | Groninga                                                                   | Paesi Bassi                                                                | 8 – 0                                                                      | Malta                                                                      | Qual. Mondiali 2026                                                        | -                                                                          | 79’                                                                        |
| Totale                                                                     |                                                                            | Presenze                                                                   | 65                                                                         |                                                                            | Reti                                                                       | 10                                                                         |                                                                            |

## Palmarès

### Club
- Eerste Divisie: 1

Sparta Rotterdam: 2015-2016
- Supercoppa dei Paesi Bassi: 1

PSV: 2021
- Supercoppa italiana: 3

Inter: 2021, 2022, 2023
- Coppa Italia: 2

Inter: 2021-2022, 2022-2023
- Campionato italiano: 1

Inter: 2023-2024

### Individuale
- Squadra dell'anno dell'Eredivisie: 1

2018-2019
- Capocannoniere della Supercoppa italiana: 1

2024 (2 gol, a pari merito con Christian Pulisic)